# Takenaka Shigekata
Takenaka Shigekata (竹中 重固 (Trúc Trung Trọng Cố) 16 tháng 9 năm 1828–24 tháng 1 năm 1891) là một samurai cuối thời Bakumatsu, sau này là nhân vật trong nỗ lực khai khẩn Hokkaido. Ông còn được biết đến với tước hiệu Tango no kami (丹後守 (Đan hậu thủ)).
Takenaka Shigekata sinh năm 1828 tại thị trấn Iwate, tỉnh Mino, con trai của gia thần Mạc phủ Tokugawa Takenaka Motoyuki. Motoyuki, dù là người đứng đầu gia tộc, lại là hậu duệ của chiến lược gia vĩ đại thời Chiến Quốc Takenaka Hanbei Shigeharu. Sau cái chết của cha mình, Shigekata được Takenaka Shigeakira, hatamoto 5000 koku trưởng tộc Takenaka, nhận làm con nuôi. Dù là một hatamoto cao cấp do cấp bậc của mình, ông gia nhập vào hàng ngũ Đại ngự phiên tổ (大御番組 Ōbangumi) vào năm 1864. Sau khi thành lập Lục quân Mạc phủ, ông trở thành Lục quân phụng hành (陸軍奉行 Rikugun bugyō), và tham gia vào đợt thảo phạt Chōshū lần thứ nhất, lần thứ hai và trấn áp Đảng Tengu. Ông cũng đồng thời giữ chức Nhược niên ký (若年寄 Wakadoshiyori) vào năm 1867. 
Năm 1868, Takenaka là một phần của lực lượng hướng đến Fushimi bugyōsho (伏見奉行所 Phục Kiến phụng hành sở), nhưng đã bị quân tân chính phủ đánh lui trong trận Toba-Fushimi. Quay trở lại Edo như một phần trong cuộc rút lui của Mạc phủ Tokugawa, ông bị coi là vật tế thần cho thất bại, và bị tước bỏ chức tước của triều đình, đồng thời bị cấm vào thành Edo. Dù ông từng xuất gia đi tu một thời gian ngắn, ông vẫn muốn chiến đấu với quan quân, và do vậy đã lập ra Thuần Trung đội (純忠隊 Junchūtai). Ban đầu ông có sự phối hợp chiến thuật với Chương Nghĩa đội (彰義隊 Shogitai), nhưng sau thất bại trong trận Ueno, ông dẫn quân cựu Mạc phủ lên phía bắc (cùng với cựu Lão trung Ogasawara Nagamichi và tàn quân dưới quyền), tiến hành chiến tranh du kích khi hành quân xa hơn đến tỉnh Mutsu. Tham gia hạm đội của Enomoto Takeaki ở Sendai, rồi đi đến Hokkaido, tại đây ông trở thành người đứng đầu Sở Tài phán Hải lục (海陸裁判所頭取) cho nước Cộng hòa Ezo mới.
Ngay trước khi kết thúc trận hải chiến Hakodate, ông đến Tokyo trên một con tàu hơi nước của Anh, bề ngoài là để tìm một phương án nào đó chưa được khám phá để chiến đấu với quan quân, khi không còn bất kỳ giải pháp nào khác, ông đã nghe theo lời khuyên của cha mình, Shigeakira và quyết định ra hàng. Để trừng phạt vì sự kháng cự dai dẳng, Takenaka chịu mất tài sản riêng và bị đặt dưới sự giám sát của phiên Fukuoka. Sau đó giao lại sự giám hộ cho cha mình, rồi sau hai cha con cùng nhau đến Hokkaido định cư. Cảm động trước hoàn cảnh của những cựu samurai nghèo khổ ở đó, Takenaka đã đệ trình bản ghi nhớ lên chính phủ mới về việc cải thiện nông nghiệp ở Hokkaido. Nhờ vậy mà ông được ân xá vào năm 1873, được phép trở lại Tokyo và làm việc trong chính phủ mới. Tuy nhiên, vào năm 1875, ông rời bỏ chức vụ đó và làm việc trong Công ty Hoeisha do người em trai là Motoyori đã thành lập, điều này càng giúp tăng năng suất ở Hokkaido.
Takenaka mất năm 1891 ở tuổi 63, và được chôn cất tại chùa Takanawa-Sengakuji.